# انجمن انفورماتیک ایران
انجمن انفورماتیک ایران (به انگلیسی: Informatics Society of Iran) یک سازمان غیرانتفاعی است که در مهر ماه سال ۱۳۵۷ در تهران تأسیس شد. این انجمن با هدف ترویج کاربردهای صحیح انفورماتیک و ارتقاء سطح دانش علوم رایانه در ایران فعالیت می‌کند.
انجمن انفورماتیک ایران با بیش از ۴۵ سال سابقه، قدیمی‌ترین انجمن علمی مرتبط با علوم و مهندسی کامپیوتر در ایران به‌شمار می‌رود. این انجمن همواره از سوی کمیسیون انجمن‌های علمی وزارت علوم، تحقیقات و فناوری به‌عنوان یکی از انجمن‌های علمی فعال کشور ایران شناخته شده است.

### اهداف
اهداف اصلی این انجمن شامل تدوین استانداردهای علمی و فنی، بررسی تأثیر تکنولوژی کامپیوتر بر جامعه و محیط زیست، و کمک به وضع قوانین حمایتی و حفاظتی مرتبط با انفورماتیک در ایران است. این انجمن تلاش دارد تا با بهبود کیفیت آموزش، توسعه و تشویق فعالیت‌های پژوهشی، و ایجاد ارتباط بین متخصصان این حوزه به تبادل افکار و همکاری متقابل کمک کند.
انجمن انفورماتیک ایران از طریق انتشار خبرنامه‌ها، مجلات علمی و کتاب‌های تخصصی سعی در رسیدن به اهداف خود دارد . همچنین با برگزاری سخنرانی‌ها، سمینارها و کنفرانس‌های علمی، ملی و بین‌المللی و همکاری با مراکز علمی و صنعتی به ترویج دانش انفورماتیک می‌پردازد. این انجمن دوره‌های آموزشی تخصصی را نیز برگزار می‌کند و با ارزیابی مدارک و تجربیات تخصصی به طبقه‌بندی مشاغل انفورماتیک کمک می‌کند. انتشار دو نشریه به نام‌های گزارش کامپیوتر و مجله علوم رایانشی نیز از دیگر فعالیت‌های این انجمن است.

### پیشینه شکل‌گیری
ایده تأسیس انجمن انفورماتیک ایران در سال ۱۳۵۶ مطرح و متعاقب آن اساسنامه‌ای برای آن تدوین و پیشنهاد شد. پس از بحث‌ها و تبادل نظرهای متعدد از جانب افراد علاقه‌مند، یک جلسه عمومی در تاریخ ۲۸ شهریور ۱۳۵۷ تشکیل شد و در آن ضمن تصویب نام فعلی انجمن به جای "انجمن کامپیوتر ایران"، یک گروه هفت نفری با اختیار تام برای پیگیری کارهای انجمن تا مرحله ثبت و تشکیل اولین مجمع عمومی انتخاب شدند. این افراد عبارت بودند از:
- محمد جواد اشجعی، دانشگاه صنعتی اصفهان
- زنده یاد مرتضی انواری، مدرسه عالی برنامه‌ریزی و کاربرد کامپیوتر
- لطفعلی بخشی، دانشگاه آزاد ایران
- ابراهیم بهجت، شرکت رایزنی هدابن
- بهروز پرهامی، دانشگاه صنعتی تهران
- حسین جعفری فشارکی، شرکت ایریتک
- احمد مرآت‌نیا، دانشگاه صنعتی تهران